# Mmanxotae
Mmanxotae è un villaggio del Botswana situato nel distretto Centrale, sottodistretto di Tutume. Il villaggio, secondo il censimento del 2011, conta 643 abitanti.

## Località
Nel territorio del villaggio sono presenti le seguenti 6 località:
- Dinta,
- Korodeeha,
- Manyerengwa,
- Moleele di 45 abitanti,
- Nambo,
- Sindijwa di 37 abitanti